# Fernando (obispo)
Fernando V (¿? - ¿?) fueobispo de Oviedo desde el año 1340 hasta 1341. Poco se sabe de las obras de este obispo durante su pontificado. Fundó en la Catedral de Oviedo varias capellanías e instauró diversas fiestas y aniversarios.
| Predecesor: Juan III | Obispo de Oviedo 1340 - 1341 | Sucesor: Juan IV |